# Потес Тума-Камена (археолошко налазиште)
Потес „Тума-Камена“ је археолошки локалитет који се налази у месту Заскок, општина Урошевац, где је на приватним поседима уочена некропола. Континуитет сахрањивања постојао је до касне антике, и у средњовековном периоду, од 8. до 16. века. Откривено је 65 гробова из средњег века, 2 из античког периода и остаци 2 грађевине. У близини су уочени остаци грађевине већих димензија за коју се претпоставља да је имала сакрални карактер.